# Mary Alice Gascoyne-Cecil
Mary Alice Gascoyne-Cecil, duchessa di Devonshire (Hatfield, 29 luglio 1895 – Westminster, 24 dicembre 1988), è stata una nobile inglese.

## Biografia

### Infanzia

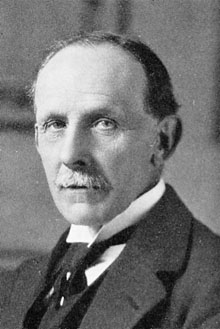
James Gascoyne-Cecil, IV marchese di Salisbury

Fu la figlia di James Gascoyne-Cecil, IV marchese di Salisbury, pari d'Inghilterra e politico conservatore e nipote del grande statista Lord Salisbury, 3 volte Primo Ministro del Regno Unito per quasi 14 anni tra la fine del XIX secolo e l'inizio del XX.

### Matrimonio
Il 21 aprile 1917 sposò Edward Cavendish, marchese di Hartington, erede di una delle più potenti e ricche famiglie del paese, allora ufficiale presso lo Stato Maggiore in Francia, il cui padre Victor Cavendish era Governatore generale del Canada. Quando Lord Hartington succedette al padre nel 1938 come X Duca di Devonshire, anche la moglie Mary divenne Duchessa di Devonshire. Negli anni della seconda guerra mondiale dovette soffrire la morte del figlio maggiore ed erede William Cavendish, marchese di Hartington, sposato da poco con Kathleen Agnes Kennedy, figlia dell'ambasciatore Joseph Patrick Kennedy e sorella del futuro presidente statunitense.

### Incarichi a Corte
All'ascesa al trono della regina Elisabetta II fu investita della carica di Mistress of the Robes, cioè responsabile e coordinatrice delle dame di Corte; mantenne tale carica dal 1953, anno dell'incoronazione di Elisabetta, fino al 1967, quando le succedette la Duchessa di Grafton. Dal 1955 al 1972 fu anche Cancelliere dell'Università di Exeter.

### Ultimi anni e morte
Fu inoltre insignita dell'Ordine reale vittoriano e dell'Ordine dell'Impero Britannico.
La Duchessa di Devonshire morì il 24 dicembre 1988 a Westminster, borgo di Londra.

## Discendenza
Dal matrimonio tra Lady Mary Alice e Lord Cavendish nacquero:
- William Cavendish, marchese di Hartington (1917-1944), ucciso in azione nella seconda guerra mondiale, sposò Kathleen Agnes Kennedy, sorella di John Fitzgerald Kennedy;
- Andrew Cavendish, XI duca di Devonshire (1920-2004), marchese di Hartington e poi undicesimo duca di Devonshire, sposò Deborah Mitford;
- Lady Mary Cavendish (6 novembre 1922 - 17 novembre 1922);
- Lady Elizabeth Georgiana Cavendish Alice (n. 24 aprile 1926);
- Lady Anne Evelyn Beatrice Cavendish (1927 - 2010), sposò Michael Tree Lambert.

## Ascendenza
|                                                  |                                |                                       | Genitori                           |  |  | Nonni |  |  | Bisnonni                                       |  |  | Trisnonni                            |  |
|                                                  |                                |                                       |                                    |  |  |       |  |  | James Gascoyne-Cecil, II marchese di Salisbury |  |  | James Cecil, I marchese di Salisbury |  |
|                                                  |                                |                                       |                                    |  |  |       |  |  | James Gascoyne-Cecil, II marchese di Salisbury |  |  | James Cecil, I marchese di Salisbury |  |
|                                                  |                                | Mary Emily Hill                       |                                    |  |  |       |  |  | James Gascoyne-Cecil, II marchese di Salisbury |  |  |                                      |  |
| Robert Gascoyne-Cecil, III marchese di Salisbury |                                |                                       |                                    |  |  |       |  |  | James Gascoyne-Cecil, II marchese di Salisbury |  |  |                                      |  |
|                                                  |                                | Frances Gascoyne                      | Bamber Gascoyne                    |  |  |       |  |  |                                                |  |  |                                      |  |
|                                                  |                                | Frances Gascoyne                      | Bamber Gascoyne                    |  |  |       |  |  |                                                |  |  |                                      |  |
|                                                  |                                | Frances Gascoyne                      | Sarah Price                        |  |  |       |  |  |                                                |  |  |                                      |  |
| James Gascoyne-Cecil, IV marchese di Salisbury   |                                | Frances Gascoyne                      |                                    |  |  |       |  |  |                                                |  |  |                                      |  |
|                                                  |                                | Edward Hall Alderson, barone Alderson | Robert Alderson                    |  |  |       |  |  |                                                |  |  |                                      |  |
|                                                  |                                | Edward Hall Alderson, barone Alderson | Robert Alderson                    |  |  |       |  |  |                                                |  |  |                                      |  |
|                                                  |                                | Edward Hall Alderson, barone Alderson | Elizabeth Hurry                    |  |  |       |  |  |                                                |  |  |                                      |  |
| Georgina Alderson                                |                                | Edward Hall Alderson, barone Alderson |                                    |  |  |       |  |  |                                                |  |  |                                      |  |
|                                                  |                                | Georgina Drewe                        | Edward Drewe                       |  |  |       |  |  |                                                |  |  |                                      |  |
|                                                  |                                | Georgina Drewe                        | Edward Drewe                       |  |  |       |  |  |                                                |  |  |                                      |  |
|                                                  |                                | Georgina Drewe                        | Antionette Caroline Allen          |  |  |       |  |  |                                                |  |  |                                      |  |
| Mary Alice Gascoyne-Cecil                        |                                | Georgina Drewe                        |                                    |  |  |       |  |  |                                                |  |  |                                      |  |
|                                                  | Philip Gore, IV conte di Arran | William John Gore                     |                                    |  |  |       |  |  |                                                |  |  |                                      |  |
|                                                  | Philip Gore, IV conte di Arran | William John Gore                     |                                    |  |  |       |  |  |                                                |  |  |                                      |  |
|                                                  | Philip Gore, IV conte di Arran | Caroline Hales                        |                                    |  |  |       |  |  |                                                |  |  |                                      |  |
| Arthur Gore, V conte di Arran                    | Philip Gore, IV conte di Arran |                                       |                                    |  |  |       |  |  |                                                |  |  |                                      |  |
|                                                  |                                | Elizabeth Marianne Napier             | William Francis Patrick Napier     |  |  |       |  |  |                                                |  |  |                                      |  |
|                                                  |                                | Elizabeth Marianne Napier             | William Francis Patrick Napier     |  |  |       |  |  |                                                |  |  |                                      |  |
|                                                  |                                | Elizabeth Marianne Napier             | Caroline Amelia Fox                |  |  |       |  |  |                                                |  |  |                                      |  |
| Cicely Gore                                      |                                | Elizabeth Marianne Napier             |                                    |  |  |       |  |  |                                                |  |  |                                      |  |
|                                                  |                                | Robert Jocelyn, visconte Jocelyn      | Robert Jocelyn, III conte di Roden |  |  |       |  |  |                                                |  |  |                                      |  |
|                                                  |                                | Robert Jocelyn, visconte Jocelyn      | Robert Jocelyn, III conte di Roden |  |  |       |  |  |                                                |  |  |                                      |  |
|                                                  |                                | Robert Jocelyn, visconte Jocelyn      | Maria Frances Catherine Stapleton  |  |  |       |  |  |                                                |  |  |                                      |  |
| Edith Jocelyn                                    |                                | Robert Jocelyn, visconte Jocelyn      |                                    |  |  |       |  |  |                                                |  |  |                                      |  |
|                                                  |                                | Frances Cowper                        | Peter Cowper, V conte Cowper       |  |  |       |  |  |                                                |  |  |                                      |  |
|                                                  |                                | Frances Cowper                        | Peter Cowper, V conte Cowper       |  |  |       |  |  |                                                |  |  |                                      |  |
|                                                  |                                | Frances Cowper                        | Emily Mary Lamb                    |  |  |       |  |  |                                                |  |  |                                      |  |
|                                                  |                                | Frances Cowper                        |                                    |  |  |       |  |  |                                                |  |  |                                      |  |